# Atlantoserolis venusta
Atlantoserolis venusta is een pissebed uit de familie Serolidae. De wetenschappelijke naam van de soort is voor het eerst geldig gepubliceerd in 1977 door Moreira.